# Heavy Rotation (album Anastacii)
Heavy Rotation – czwarty album studyjny nagrany przez amerykańską wokalistkę pop Anastacię. Album został wydany 24 października poprzez 28 października 2008 w Europie i 27 października 2008 r. w Australii, Azji i Nowej Zelandii, skąd rozszedł się na cały świat. Pierwszy singel "I Can Feel You" i tytuł albumu zostały potwierdzone na oficjalnej stronie Anastacii.
Album znalazł się na 10. miejscu magazynu Billboard's online "Readers 'Poll: 10 Best Albums of 2008".

## Lista utworów

### Wydanie główne
1. I Can Feel You – 3:49
2. The Way I See It – 3:28
3. Absolutely Positively – 4:21
4. Defeated- 3:55
5. In Summer – 4:05
6. Heavy Rotation – 3:25
7. Same Song – 3:55
8. I Call It Love – 3:38
9. All Fall Down – 3:06
10. Never Gonna Love Again – 3:33
11. You'll Be Fine – 3:38

### Ścieżki bonusowe
1. Beautiful Messed Up World – 3:09
2. Naughty – 3:33

## Notowania i certyfikaty
| Lista (2008)                    | Najwyższa pozycja |
| ------------------------------- | ----------------- |
| Australian Albums Chart         | 47                |
| Austrian Albums Chart           | 6                 |
| Belgian Albums Chart (Flandria) | 43                |
| Belgian Albums Chart (Wallonia) | 39                |
| Czech Albums Chart              | 17                |
| Danish Albums Chart             | 31                |
| Dutch Albums Chart              | 15                |
| European Top 100 Albums         | 6                 |
| Finnish Albums Chart            | 30                |
| French Albums Chart             | 60                |
| German Albums Chart             | 13                |
| Greek Albums Chart              | 7                 |
| Hungarian Albums Chart          | 31                |
| Irish Albums Chart              | 45                |
| Italian Albums Chart            | 6                 |
| Norwegian Albums Chart          | 28                |
| Portuguese Albums Chart         | 21                |
| Spanish Albums Chart            | 3                 |
| Swedish Albums Chart            | 15                |
| Swiss Albums Chart              | 3                 |
| UK Albums Chart                 | 17                |

### Certyfikaty
| Kraj       | Certyfikat |
| ---------- | ---------- |
| Rosja      | Złoto      |
| Szwecja    | Złoto      |
| Szwajcaria | Złoto      |

## Historia wydania
| Data                                   | Kraj              | Wytwórnia                        |
| -------------------------------------- | ----------------- | -------------------------------- |
| 24 października 2008                   | Niemcy            | Universal Music                  |
| 24 października 2008                   | Włochy            | Universal Music                  |
| 24 października 2008                   | Holandia          | Universal Music                  |
| 24 października 2008                   | Austria           | Universal Music                  |
| 24 października 2008                   | Szwajcaria        | Universal Music                  |
| 25 października 2008                   | Australia         | Universal Music                  |
| 27 października 2008                   | Europa            | Universal Music                  |
| 27 października 2008                   | Francja           | Mercury Records, Universal Music |
| 27 października 2008                   | Wielka Brytania   | Mercury Records                  |
| 27 października 2008                   | Azja              | Universal Music                  |
| 27 października 2008                   | Nowa Zelandia     | Universal Music                  |
| 28 października 2008                   | Hiszpania         | Universal Music                  |
| 26 grudnia 2008 (Slide Pack)           | Japonia           | Universal Music                  |
| 17 lutego 2009 (Digital download only) | Stany Zjednoczone | Mercury Records                  |
| 16 marca 2009 (Slide Pack)             | Europa            | Universal Music                  |